# 序列号
序列号（serial number）又稱序號，是為了識別需要，分配给物品或特定主体的唯一标识符；在商品应用中，也是由廠商指定給每一硬件或软件單元的唯一的號碼。
序号可能是用遞增的方式編號，或以其他順序的方式編號；此外，序号不一定完全是数字，有可能包含字母和其它符号，或可完全由一个字符串组成。
在ISO 8000-2标准中，该术语定义为“用于标识产品单次出现的数字”

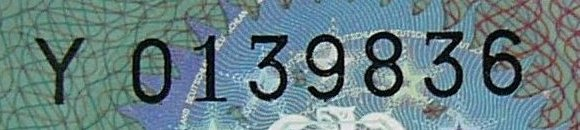
身份证件的序列号

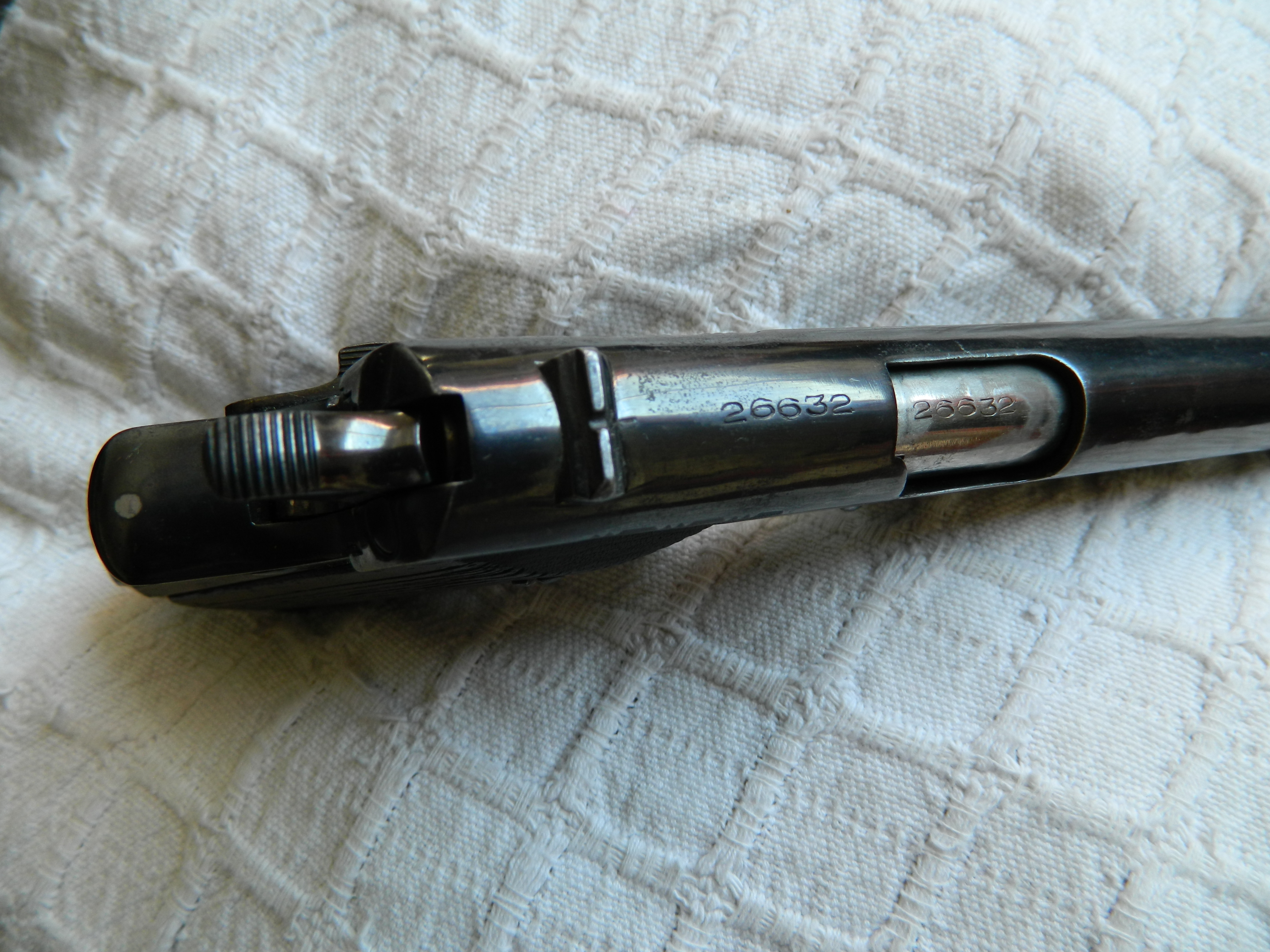
一把半自动手枪的序列号

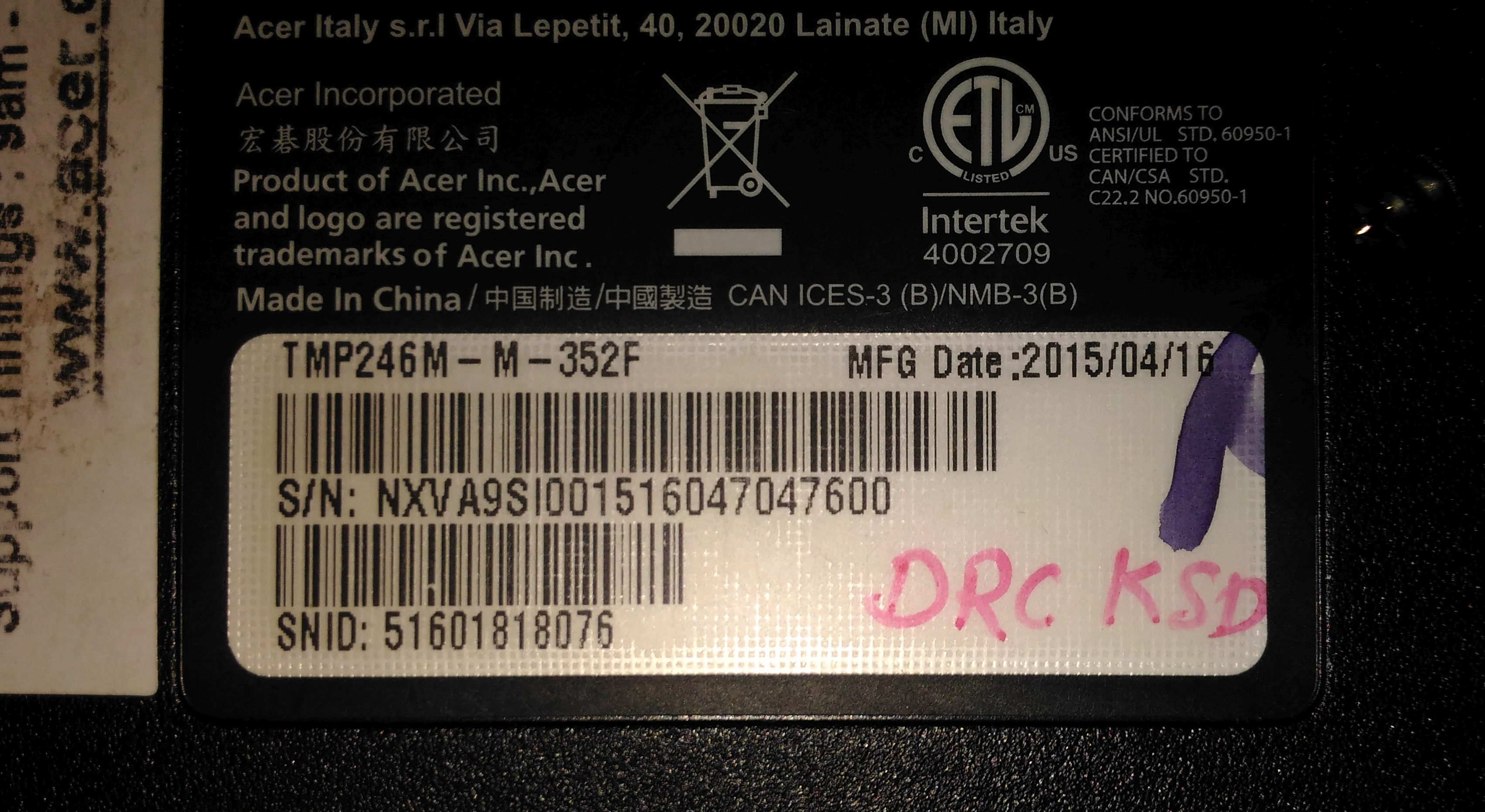
一台笔记本电脑的序列号